# Marie Prouvé
Marie Prouvé, née Marie Amélie Charlotte Duhamel le 17 juillet 1879 à Brentford et morte le 28 janvier 1951 à Nancy, est une artisane, muse et gestionnaire de l'École de Nancy auprès de son mari, Victor Prouvé.

## Biographie
Marie Duhamel est la fille d'une musicienne de Nancy, Mme Duhamel, et d'un commerçant ; elle naît en Angleterre, lors d'un des voyages de commerce de son père. À la mort de son père, sa mère se remarie, et Marie se retrouve la fille aînée d'une famille de neuf enfants.
Jeune fille, elle fréquente assidûment la rue des Dominicains de Nancy avec sa sœur Suzanne et sa cousine Margueritte.
Elle épouse en 1898 l'artiste Victor Prouvé, rencontré chez les Hekking, une famille de musiciens,.
Excellente pianiste, elle élève ses sept enfants dans la musique : sa fille Marianne remporte ainsi le premier prix du conservatoire au piano, et son fils Victor devient premier violon à l'orchestre symphonique de Nancy.

## Muse et artisane de Victor Prouvé

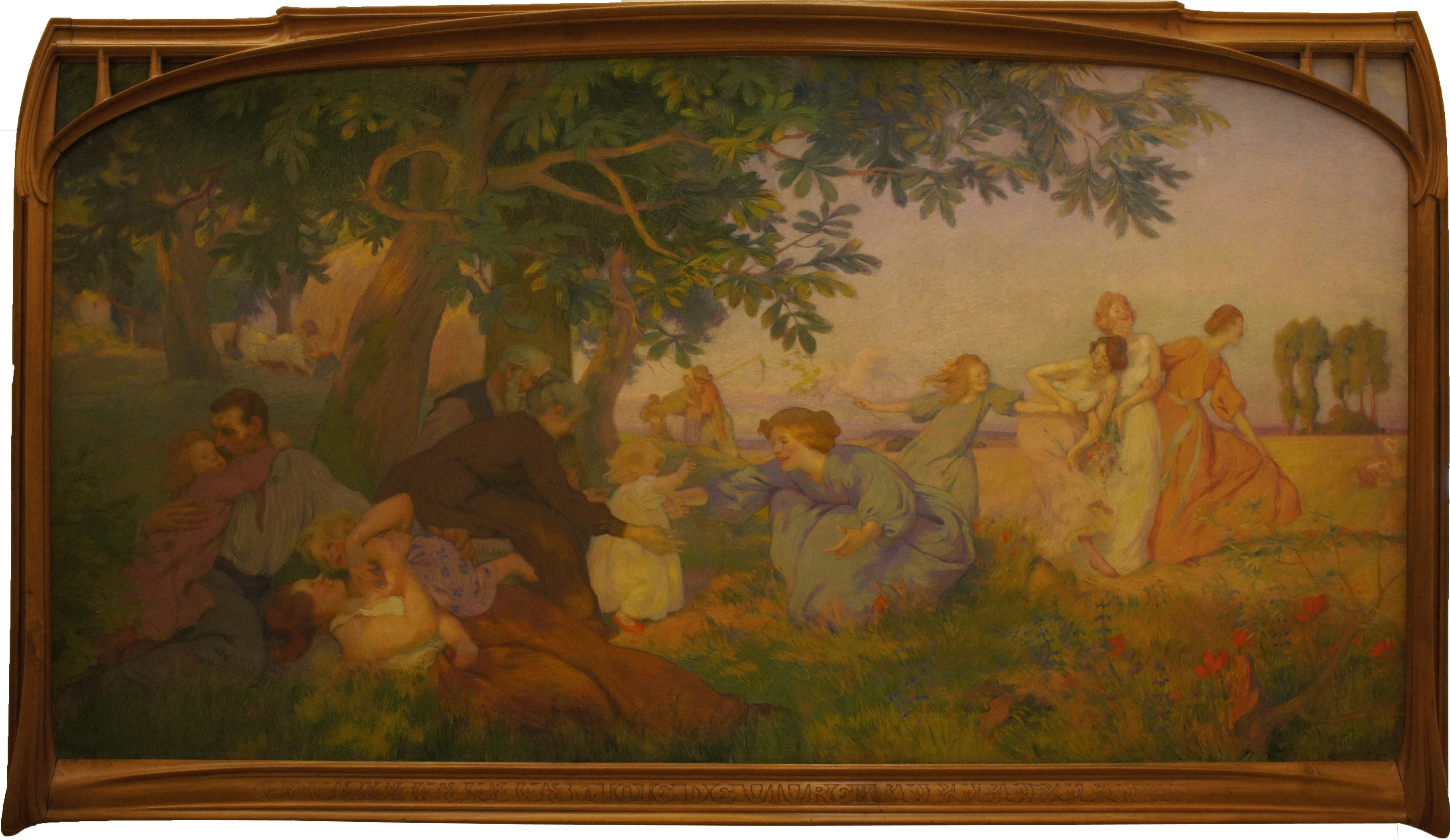
La Joie de vivre, peinture de 1904 de Victor Prouvé conservée au musée des Beaux-Arts de Nancy ; le thème du bonheur conjugal et familial est venu à Victor Prouvé grâce à son mariage avec Marie Duhamel.

Pour Florence Daniel-Wieser, la personnalité de Marie Prouvé influence l'art de son mari, dont les représentations féminines s'imprègnent, après son mariage, de l'idéal du bonheur conjugal.
En tant qu'artisane, elle réalise des travaux de couture, notamment pour la réalisation de tentures murales.